# Alpy Sabaudzkie
Alpy Sabaudzkie (fr. Alpes de Savoie) – grupa górska, część Alp Zachodnich, położona między doliną rzeki Isère i jej dopływu Arc na południowym zachodzie a doliną Rodanu i Jeziorem Genewskim na północnym wschodzie.
Préalpes de Savoie są częścią Alp Sabaudzkich.
Podgrupy:
- Aiguilles Rouges (część Préalpes de Savoie)
- Chaîne des Aravis (część Préalpes de Savoie)
- Massif des Bauges (część Préalpes de Savoie)
- Massif du Beaufortain
- Massif des Bornes (część Préalpes de Savoie)
- Massif du Chablais (część Préalpes de Savoie)
- Massif de la Chartreuse (część Préalpes de Savoie)
- Massif du Giffre (część Préalpes de Savoie)
- Masyw Mont Blanc